# 阿穆爾哥薩克
阿穆爾哥薩克軍團（俄语：Амурское казачье войско, Amurskoye Kazach'ye Voysko），是俄羅斯帝國的哥薩克軍團之一，1850年代設置於遠東的阿穆爾河流域與濱海邊疆區，其成員來自略早創建的外貝加爾哥薩克軍團，以及涅爾琴斯克等地的礦工。

## 歷史

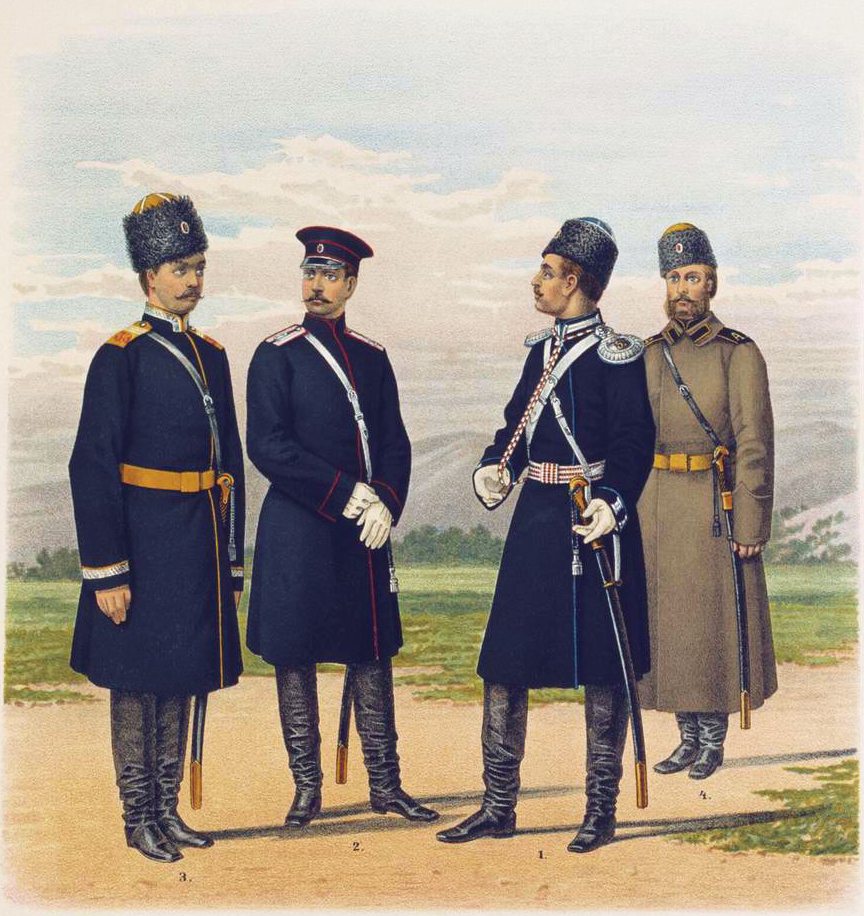
19世紀晚期幾位來自不同哥薩克軍團的官兵，最右邊身著大衣者為阿穆爾軍團的哥薩克

阿穆爾哥薩克軍團創建於1854年，但第一座哥薩克村則於1858年成立，名為哈巴羅夫村（Khabarovskaya），而相關的法令則在1860年通過。阿穆爾軍團最先隸屬於俄國遠東總督，1879年後改隸於阿穆爾州州長，但州長多半由阿穆爾軍團的哥薩克首領兼任（烏蘇里哥薩克軍團也由其所兼），總部設於布拉戈維申斯克。
阿穆爾軍團負責保衛阿穆爾河與烏蘇里江沿岸，後者在1889年改由新成立的烏蘇里軍團接掌，但雙方仍共管一支於1897年成立的內河艦隊。軍團本身擁有大約64,000平方公里的直轄地，120個定居點內有49,200人口。在和平時期，阿穆爾軍團需提供一支騎兵團（下轄4個百人隊），與一支本地衛隊排；戰時則擴編為兩個團、一個衛隊排、五個特遣百人隊、一個預備百人隊與一支正規步兵營，總計約3,600人。
阿穆爾軍團曾參加鎮壓中國庚子拳亂、日俄戰爭、第一次世界大戰等；而在俄國內戰中，不少阿穆爾哥薩克選擇加入紅軍一方。

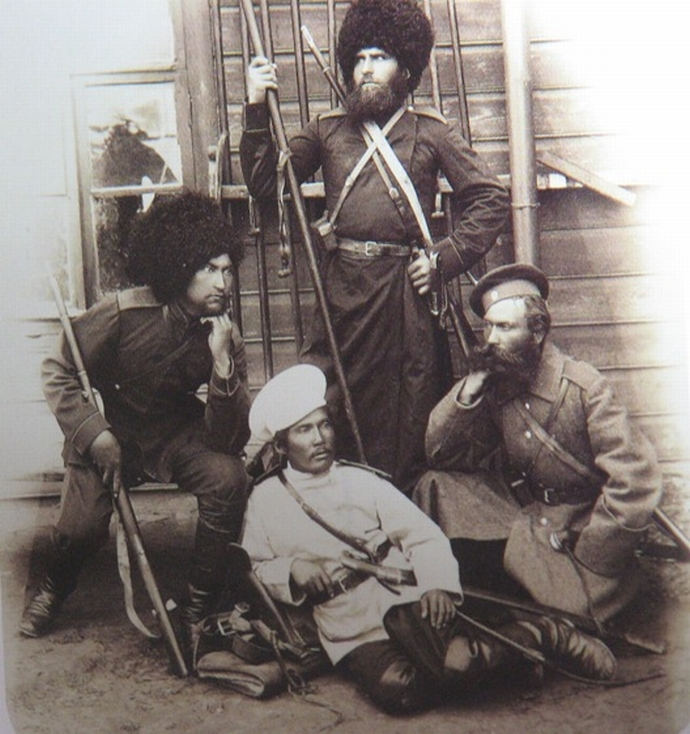
四位阿穆爾哥薩克，中坐者穿著夏季制服，約攝於1900年。

阿穆爾軍團的識別色是黃褐色，寬鬆的綠色制服與草原地區的哥薩克類似，也配戴綠色肩章、黃色的羊毛高帽；夏季時則換成白色制服與帽套。1911年時，他們的制服是暗綠色的棋盤格紋上衣，綴有黃色的領口與滾邊，藍徽色馬褲也有黃色條紋，同樣配戴羊毛高帽；到一次大戰時，他們的上衣換成掩蔽效果較好的卡其色，但馬褲仍維持舊樣。與其他哥薩克相同，阿穆爾哥薩克也不愛使用馬刺。